# Mouillac (Tarn-et-Garonne)
Mouillac település Franciaországban, Tarn-et-Garonne megyében. Lakosainak száma 91 fő (2022. január 1.). Mouillac Vaylats, Caylus, Loze és Puylaroque községekkel határos.

## Népesség
A település népessége az elmúlt években az alábbi módon változott:
| Lakosok száma | 104  | 101  | 98   | 96   | 93   | 90   | 90   | 91   |
|               | 2013 | 2015 | 2017 | 2018 | 2019 | 2020 | 2021 | 2022 |